# Tal Flicker
Tal Flicker –en hebreo, טל פליקר– (Herzliya, 28 de mayo de 1992) es un deportista israelí que compite en judo.
Ganó una medalla de bronce en el Campeonato Mundial de Judo de 2017 y dos medallas en el Campeonato Europeo de Judo, plata en 2020 y bronce en 2018.

## Palmarés internacional
| Campeonato Mundial | Campeonato Mundial      | Campeonato Mundial | Campeonato Mundial |
| Año                | Lugar                   | Medalla            | Categoría          |
| ------------------ | ----------------------- | ------------------ | ------------------ |
| 2017               | Budapest (Hungría)      | Medalla de bronce  | –66 kg             |
| Campeonato Europeo |                         |                    |                    |
| Año                | Lugar                   | Medalla            | Categoría          |
| 2018               | Tel Aviv (Israel)       | Medalla de bronce  | –66 kg             |
| 2020               | Praga (República Checa) | Medalla de plata   | –66 kg             |